# Antonio Pradas
Antonio Federico Pradas Torres (El Rubio, Sevilla, 17 de febrero de 1963) es un político español del PSOE, diputado por la provincia de Sevilla y alcalde del El Rubio desde 1995 a 2004

## Biografía
Nacido en 1963 en la localidad de El Rubio, el 28 de septiembre de 2016 dimite como secretario de Política Federal del PSOE, cargo que ejercía desde el 27 de julio de 2014, junto con otros dieciséis miembros de la Comisión Ejecutiva Federal, con el fin de forzar el derrocamiento del secretario general del Partido en el posterior Comité Federal del 1 de octubre. Había sido elegido en el Congreso Extraordinario del PSOE en el que fue ratificado como secretario general, Pedro Sánchez.
Fue asesor jurídico en la Agencia de Desarrollo Local del Ayuntamiento de Estepa, vicepresidente del Opaef, de la Sociedad Sevilla siglo XXI, jefe de Gabinete de la Presidencia de la Diputación de Sevilla y, posteriormente, alcalde de El Rubio.
En el año 2016 fue quien presentó las firmas de 17 dimisiones de la Comisión Ejecutiva Federal para derrocar a Sánchez, presidente del gobierno.
Es secretario general de la Agrupación Socialista de su localidad natal, ha participado en distintas ejecutivas provinciales como secretario comarcal, secretario de Política municipal y vocal. 
Por último es diputado en el Congreso y secretario de Sostenibilidad y Medio Ambiente de la Comisión Ejecutiva Regional del PSOE de Andalucía.